# Sielsowiet niekrasowski (obwód kurski)
Sielsowiet niekrasowski (ros. Некрасовский сельсовет) – jednostka administracyjna wchodząca w skład rejonu rylskiego w оbwodzie kurskim w Rosji.
Centrum administracyjnym sielsowietu jest dieriewnia Niekrasowo.

## Geografia
Powierzchnia sielsowietu wynosi 175,80 km².

## Historia
Status i granice sielsowietu zostały określone ustawami z 2004 i z 2010 roku.

## Demografia
W 2017 roku sielsowiet zamieszkiwało 1091 mieszkańców.

## Miejscowości
W skład sielsowietu wchodzą miejscowości: Niekrasowo, Arsienow, Artiuszkowo, Bolszenizowcewo, Wołobujewo, Iszutino, Ługowka, Małonizowcewo, Morszniowo, Popowka, Romanowo, Siemionowo, Słobodka, Suchaja, Timochino, Szaposznikowo.